# Бурунди на Светском првенству у атлетици у дворани 2018.
Бурунди је учествовао на 17. Светском првенству у атлетици у дворани 2018. одржаном у Бирмингему (Уједињено Краљевство) од 1. до 4. марта једанаести пут. Репрезентацију Бурундија представљало су троје такмичара (2 мушкарца и 1 жена) који су се такмичили у 3 дисциплине (2 мушке и 1 женска).,
На овом првенству Бурунди су по броју освојених медаља делила 26. место са 1 златном медаљом.
У табели успешности према броју и пласману такмичара који су учествовали у финалним такмичењима (првих 8 такмичара) Бурунди је са 1 учесником у финалу делио 26. место са 8 бодова.
| Плас. | Земља   | 1. место | 2. место | 3. место | 4. место | 5. место | 6. место | 7. место | 8. место | Бр. финал. | Бод. |
| ----- | ------- | -------- | -------- | -------- | -------- | -------- | -------- | -------- | -------- | ---------- | ---- |
| =26.  | Бурунди | 1        | 0        | 0        | 0        | 0        | 0        | 0        | 0        | 1          | 8    |

## Учесници
| Мушкарци: - Антоан Гакеме — 800 м - Thierry Ndikumwwnayo — 3.000 м | Жене: - Френсин Нијонсаба — 800 м |  |

## Освајачи медаља (2)

### Злато (1)
- Френсин Нијонсаба — 800 м

## Резултати

### Мушкарци
| Атлетичар            | Дисциплина | Лични рекорд | Квалификација | Квалификација | Финале                | Финале       | Детаљи |
| Атлетичар            | Дисциплина | Лични рекорд | Резултат      | Место         | Резултат              | Место        | Детаљи |
| -------------------- | ---------- | ------------ | ------------- | ------------- | --------------------- | ------------ | ------ |
| Антоан Гакеме        | 800 м      | 1:46,65      | 1:49,66       | 4. у гр. 2    | Нису се квалификовали | 9 / 9 (10)   |        |
| Thierry Ndikumwenayo | 3.000 м    | 7:50,19      | 8:09,11       | 10. у гр. 1   | Нису се квалификовали | 14 / 16 (22) |        |

### Жене
| Атлетичарка       | Дисциплина | Лични рекорд | Квалификација   | Квалификација | Финале          | Финале | Детаљи |
| Атлетичарка       | Дисциплина | Лични рекорд | Резултат        | Место         | Резултат        | Место  | Детаљи |
| ----------------- | ---------- | ------------ | --------------- | ------------- | --------------- | ------ | ------ |
| Френсин Нијонсаба | 800 м      | 2:00,01 НР   | 2:00,99 КВ, ЛРС | 1. у гр. 2    | 1:58,31 СРС, НР |        |        |